# Feeling Life
『Feeling Life』（フィーリング・ライフ）は、伊藤静のオリジナルアルバム。2013年4月17日にLantisから発売された。

## 概要
自身初となるオリジナルアルバム。販売形態はCD+DVD（LACA-15289）の仕様で、DVDには2月14日頃に茨城で撮影された「Driving」のPVが収録されている。
タイトルの「Feeling Life」は、直訳すれば「命を感じる」となり、伊藤自身が「感覚で生きる」ということから付けられた。全12曲中新曲は2曲のみで、それ以外は既発曲やリアレンジ曲で占められていることから伊藤自身「名詞代わりの1枚」と語っている。ちなみに新曲を「Driving」と「rain」にしたのは、曲集めで最終的に残ったのが「Driving」と「rain」であるためで、特に後者はミュージカル風の曲調が斬新なため入れたという。

## 収録曲
1. Driving [4:56][1]
作詞：鈴木静那、作曲・編曲：渡辺未来
前に進む想いを歌ったゆったりした曲。当初は日常の情景をテーマにする予定であったが、「前に進む」内容の方がアルバムの雰囲気に合っているためこちらが採用された[5]。PVは伊藤が部屋から飛び出してドライブするという「明るくて温かい」内容になっており、前半の部屋のシーンでも猫が登場するなどアットホームな感じに仕上がっているが、後半は春服を来ていたためかなり寒かったことを明かしている[4]。
2. Every Day [4:36][1]
作詞：春和文、作曲・編曲：佐々倉有吾
3. 君のいる場所 [4:27][1]
作詞：伊藤静、作曲・編曲：原田アツシ
4. ラストオーダー [5:30][1]
作詞：ゆうまお、作曲・編曲：渡辺拓也
5. Dreamer [4:06][1]
作詞：春和文、作曲：渡辺翔、編曲：清水哲平
6. あいあい傘 [3:43][1]
作詞：松村龍二、作曲・編曲：山元祐介
7. rain [5:10][1]
作詞：鈴木静那、作曲・編曲：渡辺未来
伊藤が雨の中で思い浮かんだミュージカル『雨に唄えば』にインスパイアされた曲で、捉え方次第で価値観が変わることが歌われている[4]。
8. いいでしょ [4:54][1]
作詞：ゆうまお、作曲・編曲：渡辺拓也
9. 足跡（Feeling Life Ver.） [4:10][1]
作詞：六ツ見純代、作曲：佐伯高志、編曲：原田篤
暗くて重い原曲と違い、明るくて優しい曲調に変更されている[4]。
10. Prayer [5:22][1]
作詞・作曲・編曲：渡辺拓也
11. ワンダフルライフ [4:18][1]
作詞：六ツ見純代、作曲・編曲：佐伯高志
12. Every Day （Feeling Life Ver.） [4:55][1]
作詞：春和文、作曲：佐々倉有吾、編曲：福富雅之

DVD
1. Driving（Music Video）
2. メイキング